# Bryan Herta Autosport
Bryan Herta Autosport foi uma equipe norte-americana de automobilismo que competiu na IZOD IndyCar Series entre 2010 e 2014 e na Firestone Indy Lights Series entre 2009 e 2014. Foi comandada pelo ex-piloto Bryan Herta e pelo engenheiro de corridas Steve Newey.
Em sua passagem pela Indy, venceu apenas uma corrida, as 500 Milhas de Indianápolis de 2011, com o inglês Dan Wheldon. Além dele, correram pela equipe o norte-americano J. R. Hildebrand, o canadense Alex Tagliani, o italiano Luca Filippi, o inglês Jack Hawksworth e os colombianos Sebastián Saavedra e Gabby Chaves. Usou ainda as denominações Team Barracuda - BHA (2012) e Barracuda Racing (2013), antes da fusão com a Andretti Autosport em 2016.
Além da IndyCar e da Indy Lights, a equipe disputou também o Campeonato Global de Rallycross entre 2015 e 2017, tendo como pilotos o sueco Patrik Sandell e os americanos Austin Dyne, Cabot Bigham e Austin Cindric.